# Брокгауз, Фридрих Арнольд
Фридрих Арнольд Брокга́уз (нем. Friedrich Arnold Brockhaus; 4 мая 1772, Дортмунд — 20 августа 1823, Лейпциг) — немецкий издатель, основатель издательской фирмы «Брокгауз» и издатель «Энциклопедии Брокгауз». Его энциклопедия послужила основой для российского словаря Брокгауза-Ефрона (82 тома) с 1890 по 1907 год.

## Биография
Фридрих Арнольд Брокгауз родился 4 мая 1772 года в Дортмунде. Посещал местную гимназию, затем изучал торговое дело в Дюссельдорфе, а в 1793 году уехал в Лейпциг, где в течение двух лет занимался науками и изучением новейших языков. В Дортмунде в 1795 году основал оптовую торговлю английскими мануфактурными товарами, которую в 1802-м перевёл в Амстердам. Вследствие закрытия европейского материка для английских товаров в конце 1804 года, был вынужден прекратить торговлю. Питая интерес к книжной торговле, Брокгауз основал 15 октября 1805 года в Амстердаме предприятие по торговле и изданию немецких книг, звание хозяина которого принял на себя типограф И. Г. Ролоф, так как Брокгауз, будучи иностранцем, не имел права состоять в  корпорации; поэтому фирма действовала сначала под названием «Rohloff u. Comp.», а с 1807 года как «Kunst- und Industrie Comptoir».
Одновременно Брокгауз приступил к издательской деятельности. Начатое им в 1806 году и посвященное современной истории и литературе периодическое издание на голландском языке «De Ster» («Звезда») после обращения Батавской республики в королевство Голландию было запрещено уже по прошествии первой четверти года, а заменивший его «Amsterdamsch Avond-Journaal» подвергся той же участи в ещё более короткий срок. Брокгауз также начал издавать ежемесячный журнал Карла Фридриха Крамера «Individualitäten» на немецком языке (1806—1807) и ежеквартальный журнал беллетристики на французском языке «Le Conservateur» (1807—1808), опубликовал ряд книг из области точных наук, политики и изящной словесности. Но его книгопродавческое предприятие при неблагоприятных обстоятельствах того времени, особенно после присоединения Голландии к наполеоновской Франции, не могло идти успешно, поэтому он решился оставить Амстердам и перенести своё предприятие в Германию.
В 1811 году Брокгауз возобновил свою издательскую деятельность в Альтенбурге, сначала под фирмою «Kunst- und Industrie Comptoir von Amsterdam», которую 15 января 1814 году заменил сохранившейся до сих пор фирмой «Ф. А. Брокгауз».

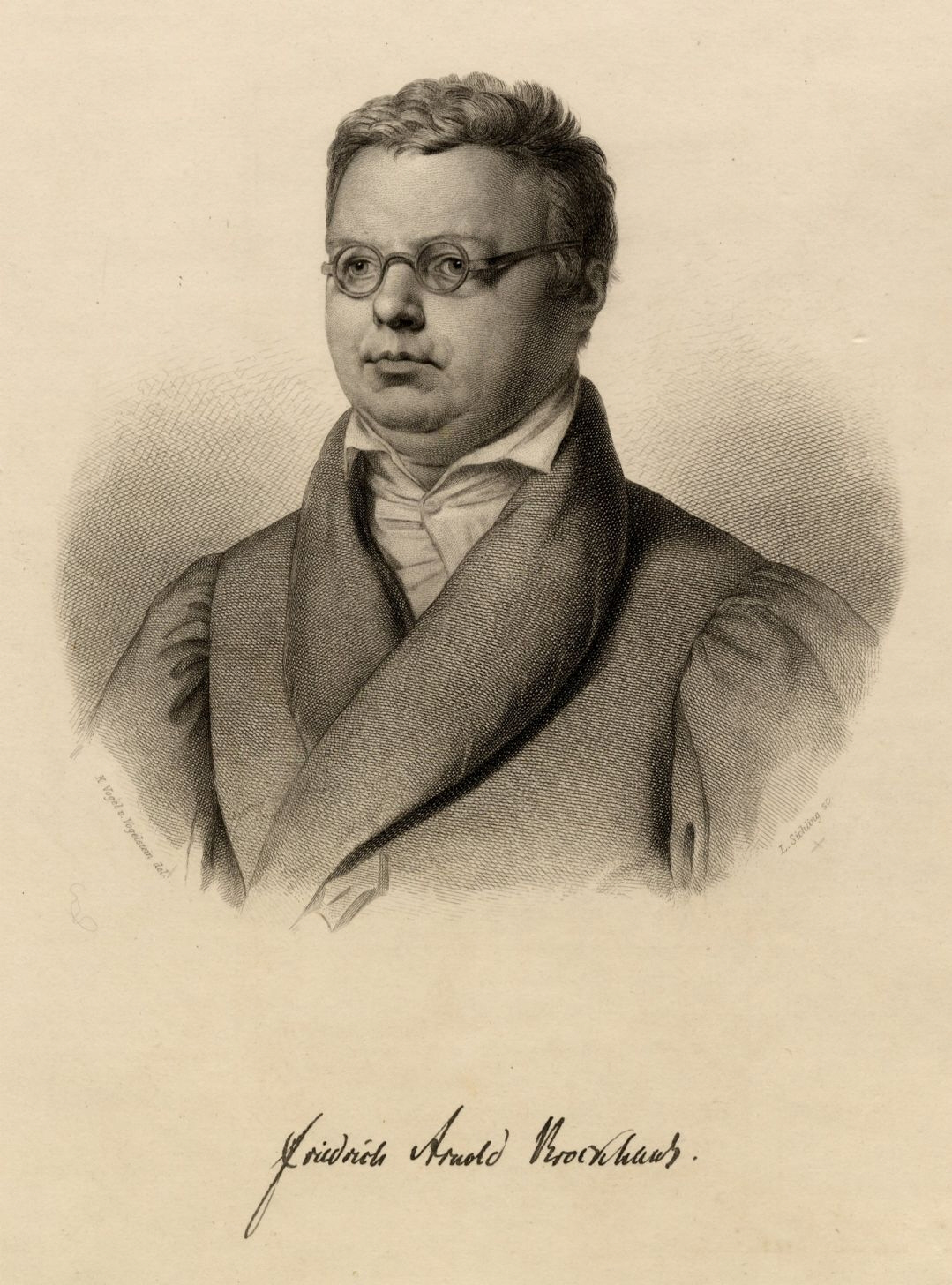
Ф. А. Брокгауз

Ещё в 1808 году Брокгауз купил издательское право на начатый в 1796-м «Conversations Lexikon» и окончил первое его издание в 1809—1811 годах, с присоединением двух дополнительных томов. В 1812 году приступил ко второму изданию , приняв на себя и его редакцию. За несколько дней до битвы при Лейпциге, Брокгауз приступил к изданию политической газеты под заглавием «Deutsche Blätter» (с 14 октября 1813 до мая 1816). В 1817 году Брокгауз переехал в Лейпциг. Кроме нескольких изданий «Conversations Lexikon» (с 3-го по 6-е) в продолжение немногих лет успел выпустить много больших изданий, начатых им отчасти ещё в прежнее время. К числу этих изданий принадлежат: альманах «Urania» (с 1810), «Zeitgenossen» (с 1816); Окена «Isis» (с 1817); «Hermes oder kritisches Jahrbuch der Litteratur» (с 1819), редакцию которого с 1820 принял на себя сам Брокгауз; основанный им же «Litterarisches Conversations Blatt» (с 1820, как продолжение начатого Коцебу в 1818 году «Literarischen Wochenblatt»); равным образом, множество произведений по всем отраслям литературы, в том числе сочинения Раумера («Geschichte der Hohenstaufen»), A. Шопенгауэра, Фосса (переводы Шекспира) и других. С этой обширной издательской деятельностью соединялись частые поездки, весьма оживленная и не менее обширная личная переписка, составление записок и брошюр о перепечатках и свободе печати. Брокгаузу пришлось  вести ожесточенную борьбу  с цензурой, которая в 1821 году приняла даже исключительную строгую меру относительно всех его изданий — повторительную цензуру (Recensur), прекратившуюся лишь после его смерти. Как эти цензурные придирки, так и подрыв его издательских предприятий, в особенности «Conversations Lexikon», перепечатками, отравляли ему жизнь и расстраивали его дотоле цветущее здоровье. Умер Брокгауз 20 августа 1823 года.
Ср. Генр. Эдуарда Брокгауза «Friedrich-Arnold В. Sein Leben und Wirken nach Briefen und andern Aufzeichnungen geschildert» (3 т., Лейпциг, 1872—81).
После смерти Брокгауза его дело продолжали под прежней фирмой два его старших сына, сначала, в 1823—1829 годах, вместе с опытным сотрудником Брокгауза Карлом-Фердинандом Бохманом, а потом, с 1829 по 1849 годы, вдвоем. Старший сын, Фридрих Брокгауз, родившийся в 1800 году, заведовал типографским отделом и оказал ему немало услуг. В конце 1849 года он вышел из предприятия. Второй сын, Генрих Брокгауз, родившийся в 1804 году, изучал книгопродавческое дело в родительском доме и дополнил дальнейшее образование частыми и далекими путешествиями. В 1842—1848 он был членом саксонской второй палаты в качестве представителя города Лейпцига и примыкал к либеральной партии. Его с лишком 50-летнему управлению фирма существенно обязана возвышением своего значения и дальнейшим развитием. Он оказал также немаловажные услуги немецкой книжной торговле. Умер в Лейпциге 15 ноября 1874 года.
Под общим руководством Фридриха и Генриха Брокгаузов в 1823—1849 годах фирма все более и более расширяла свои предприятия. К «Conversations Lexikon», который до 1848 года несколько раз перерабатывался (в 74. 8 и 9 изданиях) присоединились ещё три следующие издания: «Conversations Lexikon der neuesten Zeit und Litteratur» (4 тома, 1832—34), «Coonversations Lexikons der Gegenwart» (4 т., 1838—41) и «Die Gegenwart» (12 т., 1848—56). В 1844 году под руководством И. Г. Гека было начато издание: «Bilder-Atlas zum Conversations Lexikon», оконченное в 1849 году и потребовавшее устройства художественного заведения с рисовальщиками и граверами на стали и особой мастерской для печатания рисунков. Из других периодических изданий фирмы следует отметить: «Blätter für Litterarische Unterhaltung» (с 1826 года, прежде носившее название «Litterarisches Conversationsblatt»); «Historisches Taschenbuch» Ф. Раумера (с 1830 по 1880 г., в течение 50 лет); продолжение купленных в 1831 году двух изданий И. Ф. Гледича — Всеобщей энциклопедии науки и искусства Эрша и Грубера (1818—1882 г., 155 т.) и «Allgemeines Bücher Lexikon» Гейнзиуса (1812—1882, 16 т.); начатое в 1837 году издание «Leipziger Allgemeine Zeitung», с 1843 года получившей название «Deutsche Allgemeine Zeitung»; «Der Neue Pitaval», изд. Гитцига и Геринга (с 1842 по 1882, 53 т.). В 1837 году основана книжная торговля произведениями немецкой и иностранной литературы в Лейпциге и Париже, под фирмой «Брокгауз и Авенариус»; парижское предприятие, которое велось Э. Авенариусом, было в 1844 продано, а лейпцигское соединено в 1850 с главной фирмой.
После того, как 1 января 1850 года всё предприятие перешло в  собственность Генриха Брокгауза, развитие отраслей не прекратилось. Технические отрасли его все более совершенствовались; в 1855 году основаны были литография и заведение для печатания на камне и соединены с существовавшими уже заведениями для печатания на стали и на меди под общим названием: «F. A. Brokhaus Geographisch-artistische Anstalt», а в 1857 году к ним присоединено ксилографическое заведение. Особенно деятельно фирма заботилась о поддержании и организации новых связей с заграницей, и эта отрасль предприятия под названием: «F. A. Brockhaus Sortiment und Antiquarium» с 1856 году сделалась средоточием международных литературных сношений. 1 декабря 1863 года основано было филиальное отделение в Вене и 1 декабря 1871 такое же в Берлине. Летом 1856 фирма праздновала 50-летний и осенью 1880 г. 75-летний юбилей своего существования, а 4 мая 1872 г. 100-летний юбилей дня рождения своего основателя и вместе с тем 50-летний юбилей деятельности Генриха Брокгауза. По поводу последнего празднества напечатана была памятная книжка: «Die Firma G. A. Brockhaus in Leipzig. Zum 100-jährigen Geburtstage von Friedrich-Arnold». К наиболее значительным предприятиям фирмы за этот период времени принадлежат: три издания «Conversations-Lexikon» (десятое, одиннадцатое и двенадцатое), «Unterhaltungen am h äuslichen Herd», изд. К. Гуцковым (1852—64); «Deutsches Museum», изд. А. Пруцом (1853—66), «Kleineres Brockhausches Conversations-Lexikon für das Handgebrauch» (1-е изд., 4 т., 1854—56; 2-е издание 1861—64); третье издание «Staats-Lexikon» Роттека и Велькера (14 т., 1856—66); «Unsere Zeit» (с 1857), сначала выходившее под названием «Jahrbuch des Conversations-Lexikon» и в виде дополнения к этому лексикону, а впоследствии, под названием «Deutsche Revue der Gegenwart» и под редакцией Готтшалля, как самостоятельное издание; «Illustriertes Haus— und Familien-Lexikon» (7 т., 1860—66); «Schiller-Galerie» (1859) и «Goethe-Galerie» (1863) Пехта и Рамберга; «Lessing-Galerie» Пехта (1869); «Shakspeare-Galerie» Пехта, Гофмана, Макарта и др. (1876); «Библиотека немецкой национальной литературы», в пяти выпусках, от средних веков до новейшего времени (1864, 92 т. до 1882); «Библиотека иностранных авторов на языках подлинников: испанском, итальянском, польском и т. д.» (1860 до 1882, 180 т.); новый перевод шекспировских драм Боденштедта, Гильдемейстера, Гервега и др. (9 т., 1867—71); «Deutsches Sprichwörter-Lexikon» Вандера (5 т., 1867—80); «Bibel-Lexikon» Шенкеля (5 т., 1869—75); третье издание «Illustrierte Bibel» Бендеманна, Шнора фон Карольсфельда и др. (1874—75); «Internationale wissenschaftliche Bibliothek» с 1873 до 1882, 64 т.); второе переделанное издание «Bilder-Atlas» (8 т. таблиц и 2 т. текста, 1869—75). Кроме того, фирма издала по всем отраслям литературы сочинения Бунзена, Каррьера, И. Г. Фихте, Куно Фишера, Готтшалля, Грегоровиуса, Гуцкова, Лассаля, Пруца, Ф. и К. Раумеров, Ренана, Реймонта, Ренне, Шлагинтвейта, А. Шопенгауэра, Шварца, Л. фон Штейна, Тика, Тишендорфа, Фарнгагена фон Энзе, К. Фогта и др. В каталоге изданий фирмы до конца 1882 значится 3500 сочинений.
Ср. «Vollständiges Verzeichnis der von der Firma F. A. Brockhaus in Leipzig seit ihrer Gründung bis 1872 verlegten Werke» (Лейпциг, 1872—75).
По смерти Генриха Брокгауза, 15 ноября 1874 года, дело перешло в собственность двух его сыновей, которые ещё задолго до того сделались участниками фирмы и теперь продолжали вести его в прежних размерах и в том же духе.
Старший сын, Генрих-Эдуард Брокгауз, родился в 1829 году, посещал Лейпцигский, Гейдельбергский и Берлинский университеты, в 1850 году получил степень доктора философии и затем посвятил себя книжной торговле; в 1871—1878 годах был членом германского рейхстага и принадлежал там к национал-либеральной партии. Написал упомянутую выше биографию своего деда, Фридриха-Арнольда Брокгауза.
Младший сын, Генрих-Рудольф Брокгауз, род. в 1838 г., изучал дело книжной торговли и типографское искусство в заведениях своего отца, а также в Вене, Лондоне и Париже.
1 янв. 1881 г. вступил в предприятие, на правах участника фирмы, и старший сын Генриха-Эдуарда Б., Альберт-Эдуард Б., род. в 1855 году.
Из издательских предприятий фирмы с 1874 г. заслуживают упоминания: «Brockhaus' Kleines Conversations-Lexicon» (3 изд., с картами и рисунками, 2 т., 1879—80); «Brockhaus' Conversations-Lexicon» (13 изд., с рисунками и картами, 16 т., 1882—87); «Der Neue Plutarch», изд. Р. Готтшалля (тт. 1—9, 1874—82); пятое и шестое продолжения основанного Ф. Раумером «Historisches Taschenbuch», из которых первое было издано Г. В. Рилем (10 т., 1871—80), а второе В. Мауренбрехером (1881); описания путешествий и исследований Бекера, Ф. Боденштедта, Камерона, А. фон Кремера, барона Норденшильда, Рольфса, Шлимана, Швейнфурта, Стэнли, Вамбери; Мартинса «Illustrierte Naturgeschichte der Tiere» (2 т., в 4-х отделен., 1880); Перрота и Хипица «Geschichte der Kunst im Alterthum» (немецк. изд., 1882) и т. д.
Третьим сыном был Герман Брокгауз (1806—1877), немецкий востоковед, специалист по санскриту и персидскому языку.